# پرچم بولیوی

پرچم دولتی بولیوی

پرچم بولیوی

پرچم نیروی دریایی بولیوی

پرچم بولیوی در تاریخ ۳۱ اکتبر ۱۸۵۱ پذیرفته شد و در فرمان ۱۴ ژوئیهٔ ۱۸۸۸ مورد تأیید قرار گرفت. این پرچم از سه خط افقی موازی و هم‌اندازهٔ سرخرنگ در بالا، زرد در میان و سبز در پایین تشکیل شده و نشان ملی بولیوی در مرکز پرچم در وسط خط زردرنگ قرار گرفته است. پرچم بولیوی در عین‌حال به پرچم غنا نیز شباهت دارد با این تفاوت که در پرچم غنا ستارهٔ بزرگ پنج‌پر سیاهرنگی در وسط نوار زردرنگ مشاهده می‌شود.
پرچم بولیوی همچنین دارای تناسب ۱۵:۲۲ است.

## نمادشناسی
در پرچم بولیوی رنگ قرمز نماد خون قهرمانان ملی، زرد بیانگر منابع معدنی کشور و رنگ سبز نشانگر حاصلخیزی این سرزمین است.

## پرچم‌های پیشین
بولیوی در ۱۸۵۲ استقلال یافت و تا ۱۸۵۱ که پرچم کنونی آن پذیرفته شد انواع دیگری از پرچم را نیز استفاده نمود:

۱۸۲۵-۱۸۲۶
۱۸۲۵-۱۸۲۶
۱۸۲۶-۱۸۵۱
۱۸۲۶-۱۸۵۱